# Louis Henri de Saulces de Freycinet
Louis Henri de Saulces de Freycinet (* 31. Dezember 1777 in Montélimar, Frankreich; † 21. März 1840 in Rochefort, Frankreich) war ein französischer Marineoffizier und Kolonialgouverneur.

## Biografie

### Jugend
Aus einer protestantischen Familie aus der Dauphiné stammend, trat Freycinet am 27. Januar 1794 als Anwärter in die französische Marine ein. Sein Bruder, Louis de Freycinet (1779–1842), schloss sich ebenfalls der Marine an. Freycinet nahm 1795 an den Kämpfen im Mittelmeer gegen die gemeinsam operierenden britischen und spanischen Geschwader teil und wurde gleichzeitig mit seinem Bruder zum Fähnrich ernannt.

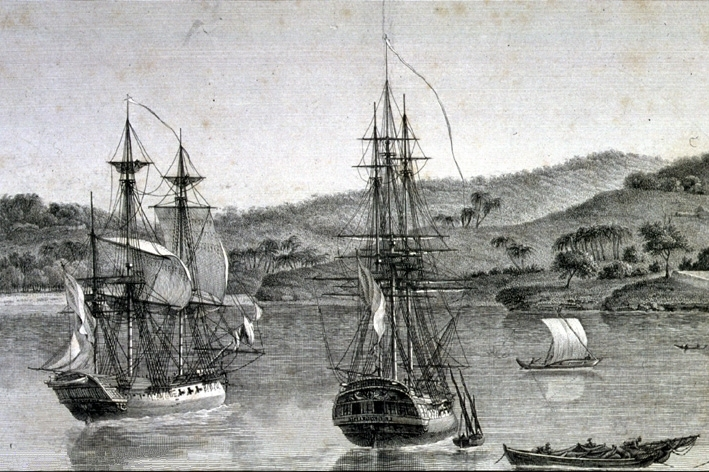
Die Géographe und die Naturaliste der „Baudin-Expedition“

Ebenfalls gemeinsam mit seinem Bruder nahm er 1800 an der Expedition in den Südpazifik und Neuholland teil. Er tat Dienst als Seeoffizier unter dem Expeditionsleiter Nicolas Baudin auf seinem Schiff, der Korvette Géographe, während sein Bruder auf der Korvette Naturaliste unter Kapitän Hamelin eingesetzt war.
Während der Reise wurde der Henri Freycinet Harbour in Westaustralien nach ihm benannt. Im Juli 1801 wurde er beauftragt, die Insel Dorre und die zu der Zeit noch nicht als Halbinsel erkannte Insel Péron zu erkunden. Freycinet wurde von Baudin am 27. Oktober 1801 in Timor zum Leutnant ernannt.
Am 16. September 1803 starb Baudin auf der Île de France an Schwindsucht. Konteradmiral Linois ernannte Pierre Bernard Milius am 28. September 1803 zum Kommandanten der Géographe, obwohl Freycinet vorher als dessen Stellvertreter eingesetzt worden war.  Das Schiff verließ die Île de France im Dezember 1803 und erreichte Lorient am 21. März 1804.

### Weitere Karriere
Hiernach wurde Freycinet in Westindien eingesetzt und war im März 1806 an den Seeschlachten von Martinique und Saint-Domingue beteiligt. In letzterer wurde er verwundet und verlor den rechten Arm. Es folgte seine Ernennung zum Fregattenkapitän und er übernahm das Kommando über die Elisa.

### Als Kolonialgouverneur
Freycinet wurde zum Gouverneur der Île Bourbon ernannt und trat sein Amt am 15. Februar 1821 an. Sein Vorgänger in diesem Amt war erneut Pierre Milius, den er von der Baudin-Expedition kannte. Zu seinen Amtshandlungen gehörte eine Rundreise auf der Insel im August 1821 sowie die Gründung eines Beratungsausschusses für Landwirtschaft und Handel, dem auch Charles Desbassayns angehörte. Er schuf auch die sog. Caisse d'escompte, um die Kreditvergabe an Händler und Pflanzern zu ermöglichen. Schließlich schuf er den Posten des Direktors des Innern, der für die Kontrolle der Verwaltung der Kolonie verantwortlich war. Nicolas Betting de Lancastel ist der erste Inhaber dieses Amtes. Unter seiner Leitung wurden die aus England importierten Hängebrücken über die Flüsse Rivière du Mât und Rivière des Roches errichtet.
Freycinet wechselte dann am 15. Februar 1827 auf die Position des Gouverneurs von Französisch-Guayana, wo er Joseph de Burgues de Missiessy ablöste. 1829 wurde er durch Jean Jubelin ersetzt. Bis 1830 übernahm er die gleiche Funktion auf Martinique als Nachfolger von François Marie Michel de Bouillé aus. Sein Nachfolger dort wurde Joseph Gérodias. Er wurde am 26. Dezember 1828 in den Rang eines Konteradmirals erhoben und per Patent vom 21. August 1828 erhielt er den Titel eines Barons.
Weiterhin wurde er Kommandeur der Ehrenlegion und mit dem Ordre royal et militaire de Saint-Louis ausgezeichnet.

### Rückkehr nach Frankreich
Freycinet wurde 1830 in den Stab der Marine in Toulon berufen und dann 1834 zum Seepräfekten von Rochefort ernannt, wo er am 21. März 1840 starb.
Er war der Vater von Konteradmiral Louis René de Freycinet (1820–1877) und Konteradmiral Charles Henri Auguste de Freycinet (1823–1881).